# Gwen Stefani/Auszeichnungen für Musikverkäufe

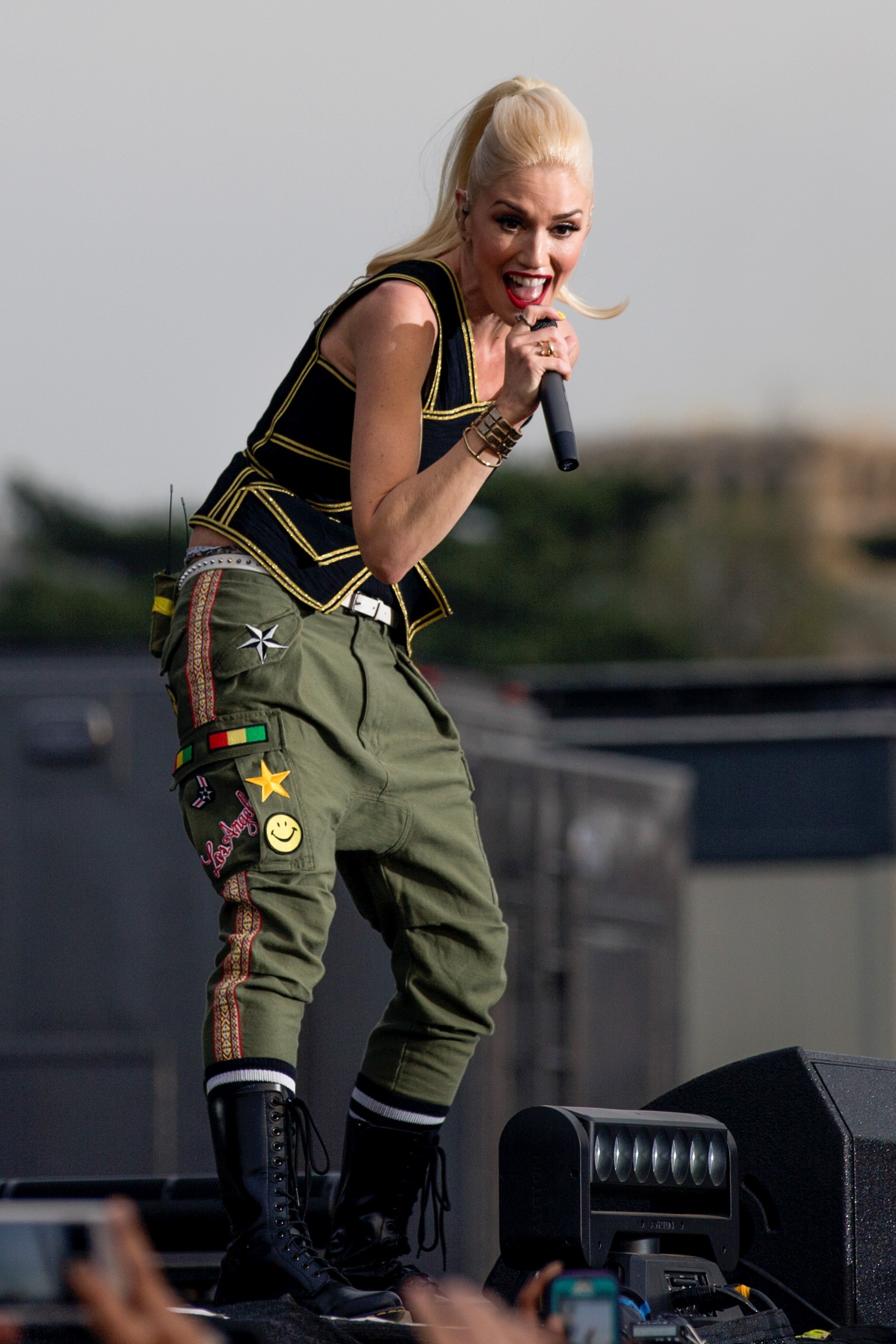
Gwen Stefani (2015)

Dies ist eine Übersicht über die Auszeichnungen für Musikverkäufe der US-amerikanischen Popsängerin Gwen Stefani. Die Auszeichnungen finden sich nach ihrer Art (Gold, Platin usw.), nach Staaten getrennt in alphabetischer Reihenfolge, geordnet sowie nach den Tonträgern selbst in chronologischer Reihenfolge, getrennt nach Medium (Alben, Singles usw.), wieder.

## Auszeichnungen
| - Frankreich - 2001: für die Single Let Me Blow Ya Mind - Vereinigtes Königreich - 2020: für die Autorenbeteiligung Just a Girl (No Doubt) - 2022: für die Single You Make It Feel Like Christmas - 2022: für die Produktion It’s My Life (No Doubt) - 2024: für die Single Cool - 2024: für das Lied Move Your Feet/D.A.N.C.E./It’s a Sunshine Day - 2025: für das Lied Hair Up - Argentinien - 2005: für das Album Love. Angel. Music. Baby. - Australien - 1997: für die Autorenbeteiligung/Produktion Sunday Morning (No Doubt) - 2000: für die Autorenbeteiligung Ex-Girlfriend (No Doubt) - 2002: für die Autorenbeteiligung/Produktion Hey Baby (No Doubt feat. Bounty Killer) - 2002: für die Autorenbeteiligung/Produktion Hella Good (No Doubt) - 2007: für die Single Wind It Up - 2024: für die Single Kings Never Die - Belgien - 2007: für die Single The Sweet Escape - Brasilien - 2024: für die Single Hollaback Girl - 2024: für die Single Kings Never Die - Dänemark - 2005: für das Album Love. Angel. Music. Baby. - 2007: für die Single The Sweet Escape - 2007: für das Album The Sweet Escape - 2021: für die Single Hollaback Girl - 2023: für die Autorenbeteiligung Don’t Speak (No Doubt) - 2024: für die Single Let Me Blow Ya Mind - Deutschland - 2005: für das Album Love. Angel. Music. Baby. - 2007: für das Album The Sweet Escape - 2018: für die Single Hollaback Girl - 2023: für die Single Let Me Blow Ya Mind - Finnland - 2005: für das Album Love. Angel. Music. Baby. - Frankreich - 1997: für die Autorenbeteiligung Don’t Speak (No Doubt) - 2005: für das Album Love. Angel. Music. Baby. - Hongkong - 2005: für das Album Love. Angel. Music. Baby. - Indien - 2005: für das Album Love. Angel. Music. Baby. - Italien - 2018: für die Autorenbeteiligung Don’t Speak (No Doubt) - 2019: für die Single The Sweet Escape - Japan - 2006: für das Album Love. Angel. Music. Baby. - 2007: für das Album The Sweet Escape - Malaysia - 2005: für das Album Love. Angel. Music. Baby. - Mexiko - 2005: für das Album Love. Angel. Music. Baby. - Niederlande - 1996: für die Autorenbeteiligung Don’t Speak (No Doubt) - Neuseeland - 2005: für die Single Rich Girl - 2010: für die Single Wind It Up - 2015: für die Single 4 in the Morning - 2016: für die Single What You Waiting For? - Norwegen - 2002: für die Autorenbeteiligung/Produktion Hey Baby (No Doubt feat. Bounty Killer) - 2004: für die Single What You Waiting For? - 2007: für das Album The Sweet Escape - 2007: für die Single The Sweet Escape - Österreich - 1997: für die Autorenbeteiligung Don’t Speak (No Doubt) - 2005: für das Album Love. Angel. Music. Baby. - Polen - 2007: für das Album The Sweet Escape - Schweden - 1997: für die Autorenbeteiligung Don’t Speak (No Doubt) - 2001: für die Single Let Me Blow Ya Mind - 2005: für das Album Love. Angel. Music. Baby. - 2007: für die Single Rich Girl - 2007: für die Single The Sweet Escape - 2007: für die Single What You Waiting For? - Schweiz - 2001: für die Single Let Me Blow Ya Mind - 2005: für das Album Love. Angel. Music. Baby. - Singapur - 2005: für das Album Love. Angel. Music. Baby. - Südafrika - 2005: für das Album Love. Angel. Music. Baby. - Taiwan - 2005: für das Album Love. Angel. Music. Baby. - Thailand - 2005: für das Album Love. Angel. Music. Baby. - Ungarn - 2007: für das Album Love. Angel. Music. Baby. - 2007: für das Album The Sweet Escape - Vereinigte Staaten - 2016: für die Single Used to Love You - 2018: für die Single Kings Never Die - 2021: für die Autorenbeteiligung/Produktion Hey Baby (No Doubt feat. Bounty Killer) - 2021: für die Single 4 in the Morning - 2021: für die Single Make Me Like You - 2023: für die Autorenbeteiligung/Produktion Sunday Morning (No Doubt) - 2023: für die Single Baby Don’t Lie - Vereinigtes Königreich - 2022: für die Single What You Waiting For? - 2023: für die Single Rich Girl | - Australien - 1996: für die Autorenbeteiligung Just a Girl (No Doubt) - 2001: für die Single Let Me Blow Ya Mind - 2004: für die Produktion It’s My Life (No Doubt) - 2005: für die Single Rich Girl - 2005: für die Single Hollaback Girl - 2007: für das Videoalbum Harajuku Lovers Live - 2014: für die Single 4 in the Morning - Belgien - 1997: für die Autorenbeteiligung Don’t Speak (No Doubt) - 2001: für die Single Let Me Blow Ya Mind - Brasilien - 2024: für die Single The Sweet Escape - Deutschland - 1997: für die Autorenbeteiligung Don’t Speak (No Doubt) - 2023: für die Single The Sweet Escape - Europa - 2005: für das Album Love. Angel. Music. Baby. - Italien - 2006: für das Album Love. Angel. Music. Baby. - Kanada - 2006: für das Videoalbum Harajuku Lovers Live - 2020: für die Single Nobody but You - 2021: für die Single Happy Anywhere - Neuseeland - 1996: für die Autorenbeteiligung Just a Girl (No Doubt) - 1997: für die Autorenbeteiligung Don’t Speak (No Doubt) - Norwegen - 2001: für die Single Let Me Blow Ya Mind - 2004: für die Produktion It’s My Life (No Doubt) - 2006: für das Album Love. Angel. Music. Baby. - Russland - 2004: für das Album Love. Angel. Music. Baby. - Schweiz - 1997: für die Autorenbeteiligung Don’t Speak (No Doubt) - 2008: für das Album The Sweet Escape - Spanien - 2024: für die Autorenbeteiligung Don’t Speak (No Doubt) - Vereinigte Staaten - 2006: für das Mastertone Hollaback Girl - 2021: für die Autorenbeteiligung Spiderwebs (No Doubt) - 2021: für die Produktion It’s My Life (No Doubt) - 2021: für die Single What You Waiting For? - 2021: für die Single Wind It Up - 2021: für die Single Happy Anywhere - 2023: für die Single Cool - 2023: für die Single Luxurious - 2023: für die Autorenbeteiligung/Produktion Hella Good (No Doubt) - 2023: für die Autorenbeteiligung/Produktion Underneath It All (No Doubt) - 2023: für die Single You Make It Feel Like Christmas - Vereinigtes Königreich - 2013: für das Album The Sweet Escape - 2020: für die Single Let Me Blow Ya Mind - 2021: für die Single Hollaback Girl | - Australien - 1997: für die Autorenbeteiligung Don’t Speak (No Doubt) - 2007: für das Album The Sweet Escape - 2008: für die Single The Sweet Escape - 2014: für die Single What You Waiting For? - Neuseeland - 2023: für das Album The Sweet Escape - 2023: für die Single Let Me Blow Ya Mind - Norwegen - 1997: für die Autorenbeteiligung Don’t Speak (No Doubt) - Kanada - 2007: für das Album The Sweet Escape - Russland - 2006: für das Album The Sweet Escape - Vereinigte Staaten - 2021: für die Single Rich Girl - 2021: für die Single Nobody but You - 2023: für das Album The Sweet Escape - 2023: für die Autorenbeteiligung Just a Girl (No Doubt) - Vereinigtes Königreich - 2018: für die Autorenbeteiligung Don’t Speak (No Doubt) - 2023: für die Single The Sweet Escape - Irland - 2005: für das Album Love. Angel. Music. Baby. - Neuseeland - 2019: für das Album Love. Angel. Music. Baby. - 2025: für die Single Hollaback Girl - Vereinigte Staaten - 2023: für die Autorenbeteiligung Don’t Speak (No Doubt) - Vereinigtes Königreich - 2005: für das Album Love. Angel. Music. Baby. - Neuseeland - 2025: für die Single The Sweet Escape - Australien - 2014: für das Album Love. Angel. Music. Baby. - Kanada - 2006: für das Album Love. Angel. Music. Baby. - Vereinigte Staaten - 2021: für das Album Love. Angel. Music. Baby. - 2023: für die Single The Sweet Escape - Vereinigte Staaten - 2023: für die Single Hollaback Girl |

## Auszeichnungen nach Alben

### Love. Angel. Music. Baby.
| Land/Region                  | Auszeichnungen für Musikverkäufe (Land/Region, Auszeichnung, Verkäufe) | Verkäufe    |
| ---------------------------- | ---------------------------------------------------------------------- | ----------- |
| Argentinien (CAPIF)          | Gold                                                                   | 20.000      |
| Australien (ARIA)            | 5× Platin                                                              | 350.000     |
| Dänemark (IFPI)              | Gold                                                                   | 20.000      |
| Deutschland (BVMI)           | Gold                                                                   | 100.000     |
| Europa (IFPI)                | Platin                                                                 | (1.000.000) |
| Finnland (IFPI)              | Gold                                                                   | 21.944      |
| Frankreich (SNEP)            | Gold                                                                   | 100.000     |
| Hongkong (IFPI/HKRIA)        | Gold                                                                   | 10.000      |
| Indien (IMI)                 | Gold                                                                   | 30.000      |
| Irland (IRMA)                | 3× Platin                                                              | 45.000      |
| Italien (FIMI)               | Platin                                                                 | 100.000     |
| Japan (RIAJ)                 | Gold                                                                   | 100.000     |
| Kanada (MC)                  | 5× Platin                                                              | 500.000     |
| Malaysia (RIM)               | Gold                                                                   | 10.000      |
| Mexiko (AMPROFON)            | Gold                                                                   | 50.000      |
| Neuseeland (RMNZ)            | 3× Platin                                                              | 45.000      |
| Norwegen (IFPI)              | Platin                                                                 | 40.000      |
| Österreich (IFPI)            | Gold                                                                   | 15.000      |
| Russland (NFPF)              | Platin                                                                 | 20.000      |
| Schweden (IFPI)              | Gold                                                                   | 30.000      |
| Schweiz (IFPI)               | Gold                                                                   | 20.000      |
| Singapur (RIAS)              | Gold                                                                   | 7.500       |
| Südafrika (RISA)             | Gold                                                                   | 25.000      |
| Taiwan (RIT)                 | Gold                                                                   | 15.000      |
| Thailand (TECA)              | Gold                                                                   | 20.000      |
| Ungarn (MAHASZ)              | Gold                                                                   | 3.000       |
| Vereinigte Staaten (RIAA)    | 5× Platin                                                              | 5.000.000   |
| Vereinigtes Königreich (BPI) | 3× Platin                                                              | 900.000     |
| Insgesamt                    | 18× Gold · 28× Platin ·                                                | 7.597.444   |

### The Sweet Escape
| Land/Region                  | Auszeichnungen für Musikverkäufe (Land/Region, Auszeichnung, Verkäufe) | Verkäufe  |
| ---------------------------- | ---------------------------------------------------------------------- | --------- |
| Australien (ARIA)            | 2× Platin                                                              | 140.000   |
| Dänemark (IFPI)              | Gold                                                                   | 20.000    |
| Deutschland (BVMI)           | Gold                                                                   | 100.000   |
| Japan (RIAJ)                 | Gold                                                                   | 100.000   |
| Kanada (MC)                  | 2× Platin                                                              | 200.000   |
| Neuseeland (RMNZ)            | 2× Platin                                                              | 30.000    |
| Norwegen (IFPI)              | Gold                                                                   | 15.000    |
| Polen (ZPAV)                 | Gold                                                                   | 10.000    |
| Russland (NFPF)              | 2× Platin                                                              | 40.000    |
| Schweiz (IFPI)               | Platin                                                                 | 30.000    |
| Ungarn (MAHASZ)              | Gold                                                                   | 3.000     |
| Vereinigte Staaten (RIAA)    | 2× Platin                                                              | 2.000.000 |
| Vereinigtes Königreich (BPI) | Platin                                                                 | 300.000   |
| Insgesamt                    | 6× Gold · 12× Platin ·                                                 | 3.003.000 |

## Auszeichnungen nach Singles

### Let Me Blow Ya Mind
| Land/Region                  | Auszeichnungen für Musikverkäufe (Land/Region, Auszeichnung, Verkäufe) | Verkäufe  |
| ---------------------------- | ---------------------------------------------------------------------- | --------- |
| Australien (ARIA)            | Platin                                                                 | 70.000    |
| Belgien (BRMA)               | Platin                                                                 | 50.000    |
| Dänemark (IFPI)              | Gold                                                                   | 45.000    |
| Deutschland (BVMI)           | Gold                                                                   | 250.000   |
| Frankreich (SNEP)            | Silber                                                                 | 125.000   |
| Neuseeland (RMNZ)            | 2× Platin                                                              | 60.000    |
| Norwegen (IFPI)              | Platin                                                                 | 20.000    |
| Schweden (IFPI)              | Gold                                                                   | 15.000    |
| Schweiz (IFPI)               | Gold                                                                   | 20.000    |
| Vereinigtes Königreich (BPI) | Platin                                                                 | 628.000   |
| Insgesamt                    | 1× Silber · 4× Gold · 6× Platin ·                                      | 1.283.000 |

### What You Waiting for?
| Land/Region                  | Auszeichnungen für Musikverkäufe (Land/Region, Auszeichnung, Verkäufe) | Verkäufe  |
| ---------------------------- | ---------------------------------------------------------------------- | --------- |
| Australien (ARIA)            | 2× Platin                                                              | 140.000   |
| Neuseeland (RMNZ)            | Gold                                                                   | 15.000    |
| Norwegen (IFPI)              | Gold                                                                   | 5.000     |
| Schweden (IFPI)              | Gold                                                                   | 10.000    |
| Vereinigte Staaten (RIAA)    | Platin                                                                 | 1.000.000 |
| Vereinigtes Königreich (BPI) | Gold                                                                   | 400.000   |
| Insgesamt                    | 4× Gold · 3× Platin ·                                                  | 1.570.000 |

### Rich Girl
| Land/Region                  | Auszeichnungen für Musikverkäufe (Land/Region, Auszeichnung, Verkäufe) | Verkäufe  |
| ---------------------------- | ---------------------------------------------------------------------- | --------- |
| Australien (ARIA)            | Platin                                                                 | 70.000    |
| Neuseeland (RMNZ)            | Gold                                                                   | 5.000     |
| Schweden (IFPI)              | Gold                                                                   | 10.000    |
| Vereinigte Staaten (RIAA)    | 2× Platin                                                              | 2.000.000 |
| Vereinigtes Königreich (BPI) | Gold                                                                   | 400.000   |
| Insgesamt                    | 3× Gold · 3× Platin ·                                                  | 2.485.000 |

### Hollaback Girl
| Land/Region                  | Auszeichnungen für Musikverkäufe (Land/Region, Auszeichnung, Verkäufe) | Verkäufe  |
| ---------------------------- | ---------------------------------------------------------------------- | --------- |
| Australien (ARIA)            | Platin                                                                 | 70.000    |
| Brasilien (PMB)              | Gold                                                                   | 30.000    |
| Dänemark (IFPI)              | Gold                                                                   | 45.000    |
| Deutschland (BVMI)           | Gold                                                                   | 150.000   |
| Neuseeland (RMNZ)            | 3× Platin                                                              | 90.000    |
| Vereinigtes Königreich (BPI) | Platin                                                                 | 600.000   |
| Vereinigte Staaten (RIAA)    | 6× Platin (Single) · + Platin (Mastertone)                             | 7.000.000 |
| Insgesamt                    | 3× Gold · 12× Platin ·                                                 | 7.985.000 |

### Cool
| Land/Region                  | Auszeichnungen für Musikverkäufe (Land/Region, Auszeichnung, Verkäufe) | Verkäufe  |
| ---------------------------- | ---------------------------------------------------------------------- | --------- |
| Vereinigte Staaten (RIAA)    | Platin                                                                 | 1.000.000 |
| Vereinigtes Königreich (BPI) | Silber                                                                 | 200.000   |
| Insgesamt                    | 1× Silber · 1× Platin ·                                                | 1.200.000 |

### Luxurious
| Land/Region               | Auszeichnungen für Musikverkäufe (Land/Region, Auszeichnung, Verkäufe) | Verkäufe  |
| ------------------------- | ---------------------------------------------------------------------- | --------- |
| Vereinigte Staaten (RIAA) | Platin                                                                 | 1.000.000 |
| Insgesamt                 | 1× Platin ·                                                            | 1.000.000 |

### Can I Have It Like That
| Land/Region                  | Auszeichnungen für Musikverkäufe (Land/Region, Auszeichnung, Verkäufe) | Verkäufe |
| ---------------------------- | ---------------------------------------------------------------------- | -------- |
| Vereinigtes Königreich (BPI) | —                                                                      | 126.000  |
| Insgesamt                    | —                                                                      | 126.000  |

### Wind It Up
| Land/Region               | Auszeichnungen für Musikverkäufe (Land/Region, Auszeichnung, Verkäufe) | Verkäufe  |
| ------------------------- | ---------------------------------------------------------------------- | --------- |
| Australien (ARIA)         | Gold                                                                   | 35.000    |
| Neuseeland (RMNZ)         | Gold                                                                   | 7.500     |
| Vereinigte Staaten (RIAA) | Platin                                                                 | 1.000.000 |
| Insgesamt                 | 2× Gold · 1× Platin ·                                                  | 1.042.500 |

### The Sweet Escape
| Land/Region                  | Auszeichnungen für Musikverkäufe (Land/Region, Auszeichnung, Verkäufe) | Verkäufe  |
| ---------------------------- | ---------------------------------------------------------------------- | --------- |
| Australien (ARIA)            | 2× Platin                                                              | 140.000   |
| Belgien (BRMA)               | Gold                                                                   | 25.000    |
| Brasilien (PMB)              | Platin                                                                 | 60.000    |
| Dänemark (IFPI)              | Gold                                                                   | 7.500     |
| Deutschland (BVMI)           | Platin                                                                 | 300.000   |
| Italien (FIMI)               | Gold                                                                   | 25.000    |
| Kanada (MC)                  | —                                                                      | 68.000    |
| Neuseeland (RMNZ)            | 4× Platin                                                              | 120.000   |
| Norwegen (IFPI)              | Gold                                                                   | 5.000     |
| Schweden (IFPI)              | Gold                                                                   | 10.000    |
| Vereinigte Staaten (RIAA)    | 5× Platin                                                              | 5.000.000 |
| Vereinigtes Königreich (BPI) | 2× Platin                                                              | 1.200.000 |
| Insgesamt                    | 5× Gold · 15× Platin ·                                                 | 6.960.500 |

### 4 in the Morning
| Land/Region               | Auszeichnungen für Musikverkäufe (Land/Region, Auszeichnung, Verkäufe) | Verkäufe |
| ------------------------- | ---------------------------------------------------------------------- | -------- |
| Australien (ARIA)         | Platin                                                                 | 70.000   |
| Neuseeland (RMNZ)         | Gold                                                                   | 7.500    |
| Vereinigte Staaten (RIAA) | Gold                                                                   | 500.000  |
| Insgesamt                 | 2× Gold · 1× Platin ·                                                  | 577.500  |

### Baby Don’t Lie
| Land/Region               | Auszeichnungen für Musikverkäufe (Land/Region, Auszeichnung, Verkäufe) | Verkäufe |
| ------------------------- | ---------------------------------------------------------------------- | -------- |
| Vereinigte Staaten (RIAA) | Gold                                                                   | 500.000  |
| Insgesamt                 | 1× Gold ·                                                              | 500.000  |

### Kings Never Die
| Land/Region                  | Auszeichnungen für Musikverkäufe (Land/Region, Auszeichnung, Verkäufe) | Verkäufe |
| ---------------------------- | ---------------------------------------------------------------------- | -------- |
| Australien (ARIA)            | Gold                                                                   | 35.000   |
| Brasilien (PMB)              | Gold                                                                   | 30.000   |
| Vereinigte Staaten (RIAA)    | Gold                                                                   | 500.000  |
| Vereinigtes Königreich (BPI) | —                                                                      | 132.000  |
| Insgesamt                    | 3× Gold ·                                                              | 697.000  |

### Used to Love You
| Land/Region               | Auszeichnungen für Musikverkäufe (Land/Region, Auszeichnung, Verkäufe) | Verkäufe |
| ------------------------- | ---------------------------------------------------------------------- | -------- |
| Vereinigte Staaten (RIAA) | Gold                                                                   | 500.000  |
| Insgesamt                 | 1× Gold ·                                                              | 500.000  |

### Make Me Like You
| Land/Region               | Auszeichnungen für Musikverkäufe (Land/Region, Auszeichnung, Verkäufe) | Verkäufe |
| ------------------------- | ---------------------------------------------------------------------- | -------- |
| Vereinigte Staaten (RIAA) | Gold                                                                   | 500.000  |
| Insgesamt                 | 1× Gold ·                                                              | 500.000  |

### You Make It Feel Like Christmas
| Land/Region                  | Auszeichnungen für Musikverkäufe (Land/Region, Auszeichnung, Verkäufe) | Verkäufe  |
| ---------------------------- | ---------------------------------------------------------------------- | --------- |
| Vereinigte Staaten (RIAA)    | Platin                                                                 | 1.000.000 |
| Vereinigtes Königreich (BPI) | Silber                                                                 | 200.000   |
| Insgesamt                    | 1× Silber · 1× Platin ·                                                | 1.200.000 |

### Nobody but You
| Land/Region               | Auszeichnungen für Musikverkäufe (Land/Region, Auszeichnung, Verkäufe) | Verkäufe  |
| ------------------------- | ---------------------------------------------------------------------- | --------- |
| Kanada (MC)               | Platin                                                                 | 80.000    |
| Vereinigte Staaten (RIAA) | 2× Platin                                                              | 2.000.000 |
| Insgesamt                 | 3× Platin ·                                                            | 2.080.000 |

### Happy Anywhere
| Land/Region               | Auszeichnungen für Musikverkäufe (Land/Region, Auszeichnung, Verkäufe) | Verkäufe  |
| ------------------------- | ---------------------------------------------------------------------- | --------- |
| Kanada (MC)               | Platin                                                                 | 80.000    |
| Vereinigte Staaten (RIAA) | Platin                                                                 | 1.000.000 |
| Insgesamt                 | 2× Platin ·                                                            | 1.080.000 |

## Auszeichnungen nach Liedern

### Hair Up
| Land/Region                  | Auszeichnungen für Musikverkäufe (Land/Region, Auszeichnung, Verkäufe) | Verkäufe |
| ---------------------------- | ---------------------------------------------------------------------- | -------- |
| Vereinigtes Königreich (BPI) | Silber                                                                 | 200.000  |
| Insgesamt                    | 1× Silber ·                                                            | 200.000  |

### Move Your Feet/D.A.N.C.E./It’s a Sunshine Day
| Land/Region                  | Auszeichnungen für Musikverkäufe (Land/Region, Auszeichnung, Verkäufe) | Verkäufe |
| ---------------------------- | ---------------------------------------------------------------------- | -------- |
| Vereinigtes Königreich (BPI) | Silber                                                                 | 200.000  |
| Insgesamt                    | 1× Silber ·                                                            | 200.000  |

## Auszeichnungen nach Autorenbeteiligungen und Produktionen

### Spiderwebs (No Doubt)
| Land/Region               | Auszeichnungen für Musikverkäufe (Land/Region, Auszeichnung, Verkäufe) | Verkäufe  |
| ------------------------- | ---------------------------------------------------------------------- | --------- |
| Vereinigte Staaten (RIAA) | Platin                                                                 | 1.000.000 |
| Insgesamt                 | 1× Platin ·                                                            | 1.000.000 |

### Just a Girl (No Doubt)
| Land/Region                  | Auszeichnungen für Musikverkäufe (Land/Region, Auszeichnung, Verkäufe) | Verkäufe  |
| ---------------------------- | ---------------------------------------------------------------------- | --------- |
| Australien (ARIA)            | Platin                                                                 | 70.000    |
| Neuseeland (RMNZ)            | Platin                                                                 | 10.000    |
| Norwegen (IFPI)              | Gold                                                                   | 10.000    |
| Vereinigte Staaten (RIAA)    | 2× Platin                                                              | 2.000.000 |
| Vereinigtes Königreich (BPI) | Silber                                                                 | 222.000   |
| Insgesamt                    | 1× Silber · 1× Gold · 4× Platin ·                                      | 2.312.000 |

### Don’t Speak(No Doubt)
| Land/Region                  | Auszeichnungen für Musikverkäufe (Land/Region, Auszeichnung, Verkäufe) | Verkäufe  |
| ---------------------------- | ---------------------------------------------------------------------- | --------- |
| Australien (ARIA)            | 2× Platin                                                              | 140.000   |
| Belgien (BRMA)               | Platin                                                                 | 50.000    |
| Dänemark (IFPI)              | Gold                                                                   | 45.000    |
| Deutschland (BVMI)           | Platin                                                                 | 500.000   |
| Frankreich (SNEP)            | Gold                                                                   | 250.000   |
| Italien (FIMI)               | Gold                                                                   | 25.000    |
| Neuseeland (RMNZ)            | Platin                                                                 | 10.000    |
| Niederlande (NVPI)           | Gold                                                                   | 50.000    |
| Norwegen (IFPI)              | 2× Platin                                                              | 40.000    |
| Österreich (IFPI)            | Gold                                                                   | 25.000    |
| Schweden (IFPI)              | Gold                                                                   | 15.000    |
| Schweiz (IFPI)               | Platin                                                                 | 50.000    |
| Spanien (Promusicae)         | Platin                                                                 | 60.000    |
| Vereinigte Staaten (RIAA)    | 3× Platin                                                              | 3.000.000 |
| Vereinigtes Königreich (BPI) | 2× Platin                                                              | 1.200.000 |
| Insgesamt                    | 6× Gold · 14× Platin ·                                                 | 5.460.000 |

### Sunday Morning (No Doubt)
| Land/Region               | Auszeichnungen für Musikverkäufe (Land/Region, Auszeichnung, Verkäufe) | Verkäufe |
| ------------------------- | ---------------------------------------------------------------------- | -------- |
| Australien (ARIA)         | Gold                                                                   | 35.000   |
| Vereinigte Staaten (RIAA) | Gold                                                                   | 500.000  |
| Insgesamt                 | 2× Gold ·                                                              | 535.000  |

### Ex-Girlfriend (No Doubt)
| Land/Region       | Auszeichnungen für Musikverkäufe (Land/Region, Auszeichnung, Verkäufe) | Verkäufe |
| ----------------- | ---------------------------------------------------------------------- | -------- |
| Australien (ARIA) | Gold                                                                   | 35.000   |
| Insgesamt         | 1× Gold ·                                                              | 35.000   |

### Hey Baby(No Doubt feat. Bounty Killer)
| Land/Region               | Auszeichnungen für Musikverkäufe (Land/Region, Auszeichnung, Verkäufe) | Verkäufe |
| ------------------------- | ---------------------------------------------------------------------- | -------- |
| Australien (ARIA)         | Gold                                                                   | 35.000   |
| Norwegen (IFPI)           | Gold                                                                   | 10.000   |
| Vereinigte Staaten (RIAA) | Gold                                                                   | 500.000  |
| Insgesamt                 | 3× Gold ·                                                              | 545.000  |

### Hella Good (No Doubt)
| Land/Region               | Auszeichnungen für Musikverkäufe (Land/Region, Auszeichnung, Verkäufe) | Verkäufe  |
| ------------------------- | ---------------------------------------------------------------------- | --------- |
| Australien (ARIA)         | Gold                                                                   | 35.000    |
| Vereinigte Staaten (RIAA) | Platin                                                                 | 1.000.000 |
| Insgesamt                 | 1× Gold · 1× Platin ·                                                  | 1.035.000 |

### Underneath It All (No Doubt)
| Land/Region               | Auszeichnungen für Musikverkäufe (Land/Region, Auszeichnung, Verkäufe) | Verkäufe  |
| ------------------------- | ---------------------------------------------------------------------- | --------- |
| Vereinigte Staaten (RIAA) | Platin                                                                 | 1.000.000 |
| Insgesamt                 | 1× Platin ·                                                            | 1.000.000 |

### It’s My Life(No Doubt)
| Land/Region                  | Auszeichnungen für Musikverkäufe (Land/Region, Auszeichnung, Verkäufe) | Verkäufe  |
| ---------------------------- | ---------------------------------------------------------------------- | --------- |
| Australien (ARIA)            | Platin                                                                 | 70.000    |
| Norwegen (IFPI)              | Platin                                                                 | 10.000    |
| Vereinigte Staaten (RIAA)    | Platin                                                                 | 1.000.000 |
| Vereinigtes Königreich (BPI) | Silber                                                                 | 200.000   |
| Insgesamt                    | 1× Silber · 3× Platin ·                                                | 1.280.000 |

## Auszeichnungen nach Videoalben

### Harajuku Lovers Live
| Land/Region       | Auszeichnungen für Musikverkäufe (Land/Region, Auszeichnung, Verkäufe) | Verkäufe |
| ----------------- | ---------------------------------------------------------------------- | -------- |
| Australien (ARIA) | Platin                                                                 | 15.000   |
| Kanada (MC)       | Platin                                                                 | 10.000   |
| Insgesamt         | 2× Platin ·                                                            | 25.000   |

## Statistik und Quellen
| Land/RegionAuszeichnungen für Musikverkäufe (Land/Region, Auszeichnungen, Verkäufe, Quellen) | Silber     | Gold       | Platin         | Verkäufe    | Quellen                                                   |
| -------------------------------------------------------------------------------------------- | ---------- | ---------- | -------------- | ----------- | --------------------------------------------------------- |
| Argentinien (CAPIF)                                                                          | —          | Gold1      | —              | 20.000      | capif.org.ar                                              |
| Australien (ARIA)                                                                            | —          | 6× Gold6   | 20× Platin20   | 1.555.000   | aria.com.au                                               |
| Belgien (BRMA)                                                                               | —          | Gold1      | 2× Platin2     | 125.000     | ultratop.be                                               |
| Brasilien (PMB)                                                                              | —          | 2× Gold2   | Platin1        | 120.000     | pro-musicabr.org.br                                       |
| Dänemark (IFPI)                                                                              | —          | 6× Gold6   | —              | 182.500     | ifpi.dk                                                   |
| Deutschland (BVMI)                                                                           | —          | 4× Gold4   | 2× Platin2     | 1.400.000   | musikindustrie.de                                         |
| Europa (IFPI)                                                                                | —          | —          | Platin1        | (1.000.000) | ifpi.org (Memento vom 1. Januar 2014 im Internet Archive) |
| Finnland (IFPI)                                                                              | —          | Gold1      | —              | 21.944      | ifpi.fi                                                   |
| Frankreich (SNEP)                                                                            | Silber1    | 2× Gold2   | —              | 475.000     | infodisc.fr                                               |
| Hongkong (IFPI/HKRIA)                                                                        | —          | Gold1      | —              | 10.000      | Einzelnachweise                                           |
| Indien (IMI)                                                                                 | —          | Gold1      | —              | 30.000      | Einzelnachweise                                           |
| Irland (IRMA)                                                                                | —          | —          | 3× Platin3     | 45.000      | irishcharts.ie                                            |
| Italien (FIMI)                                                                               | —          | 2× Gold2   | Platin1        | 150.000     | fimi.it                                                   |
| Japan (RIAJ)                                                                                 | —          | 2× Gold2   | —              | 200.000     | riaj.or.jp                                                |
| Kanada (MC)                                                                                  | —          | —          | 10× Platin10   | 938.000     | musiccanada.com                                           |
| Malaysia (RIM)                                                                               | —          | Gold1      | —              | 10.000      | Einzelnachweise                                           |
| Mexiko (AMPROFON)                                                                            | —          | Gold1      | —              | 50.000      | amprofon.com.mx                                           |
| Neuseeland (RMNZ)                                                                            | —          | 4× Gold4   | 16× Platin16   | 410.000     | aotearoamusiccharts.co.nz NZ2 NZ3                         |
| Niederlande (NVPI)                                                                           | —          | Gold1      | —              | 50.000      | nvpi.nl                                                   |
| Norwegen (IFPI)                                                                              | —          | 5× Gold5   | 5× Platin5     | 155.000     | ifpi.no                                                   |
| Österreich (IFPI)                                                                            | —          | 2× Gold2   | —              | 30.000      | ifpi.at                                                   |
| Polen (ZPAV)                                                                                 | —          | Gold1      | —              | 10.000      | olis.pl                                                   |
| Russland (NFPF)                                                                              | —          | —          | 3× Platin3     | 60.000      | 2m-online.ru                                              |
| Schweden (IFPI)                                                                              | —          | 6× Gold6   | —              | 90.000      | sverigetopplistan.se                                      |
| Schweiz (IFPI)                                                                               | —          | 2× Gold2   | 2× Platin2     | 120.000     | hitparade.ch                                              |
| Singapur (RIAS)                                                                              | —          | Gold1      | —              | 7.500       | Einzelnachweise                                           |
| Spanien (Promusicae)                                                                         | —          | Gold1      | —              | 30.000      | elportaldemusica.es                                       |
| Südafrika (RISA)                                                                             | —          | Gold1      | —              | 25.000      | Einzelnachweise                                           |
| Taiwan (RIT)                                                                                 | —          | Gold1      | —              | 15.000      | Einzelnachweise                                           |
| Thailand (TECA)                                                                              | —          | Gold1      | —              | 20.000      | Einzelnachweise                                           |
| Ungarn (MAHASZ)                                                                              | —          | 2× Gold2   | —              | 6.000       | slagerlistak.hu                                           |
| Vereinigte Staaten (RIAA)                                                                    | —          | 8× Gold8   | 38× Platin38   | 42.000.000  | riaa.com                                                  |
| Vereinigtes Königreich (BPI)                                                                 | 6× Silber6 | 2× Gold2   | 10× Platin10   | 7.169.000   | bpi.co.uk                                                 |
| Insgesamt                                                                                    | 7× Silber7 | 68× Gold68 | 115× Platin115 |             |                                                           |